# Cuchulainn

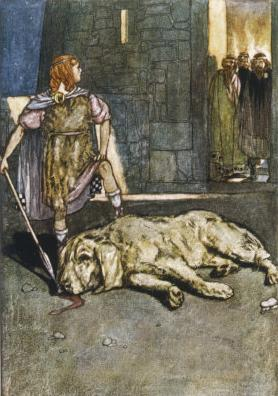
"Cuchulain Slays the Hound of Culain", illustration av Stephen Reid från Eleanor Hulls The Boys' Cuchulain, 1904

Cuchulainn, även stavat Cú Chulainn eller Cúchulainn (Iriska för "Culanns Hund"), är den främsta hjälten i den keltiska mytologin på Irland. Han dyker upp i berättelser som hör till den så kallade ulstercykeln, en tidsperiod som utspelar sig mellan åren 100 f.Kr. och 100 e.Kr. De flesta av Cuchulainns berättelser utspelar sig i Irlands historiska provins Ulster. Cuchulainn är son till guden Lug och Dechtire (Conchobars syster) och medlem av släktet Conchobar. När Cuchulainn var ung hette han istället Setanta (Iriska för "Han som har kunskap om vägar och stigar"). Cuchulainn fick sitt mer välkända namn när han dräpte smeden Culanns vakthund. Setanta såg hur upprörd smeden blev över att hans älskade vakthund var död och lovade då att han skulle ersätta vakthunden som Culanns beskyddare, till dess att en ny vakthund kunde ta hans plats.

## Hjältefigur
Cuchulainn har alla hjältens arketypiska drag: En brådmogen barndom, tidiga tecken på en särskild förmåga, viljan att åta sig osedvanliga uppdrag och förutspådd en tragisk död. Berättelserna om honom är så mångfacetterade och fantastiska att de kan mäta sig med de om Herakles.
Han skiljer sig dock från de grekiska hjältarna (se grekisk mytologi) i sitt raseri och stridslystnad, som känns igen hos andra gestalter i nordisk mytologi. Cuchulainns stridsraseri liknar de skandinaviska bärsärkarnas bärsärkagång. Cuchulainn utkämpar sitt liv mittemellan dessa två traditioner – normalt tillbakadragen men ursinnig i strid. Han mördar sin egen son i stridens hetta och utkämpar sin sista dödliga kamp och uppfyller därmed det ultimata kravet på en hjälte.

## Myter

### Födelse
I den mest välkända berättelsen om Cuchulainns födelse försvinner Dechtire, tillsammans med femtio av sina tjänarinnor, från Ulsters huvudstad Emain Macha. I tre år är hon försvunnen från Ulster. Men när hon återvänder har hon med sig en son som hon har döpt till Setanta. Setanta föddes under mystiska omständigheter och är Dechtire och Lugs son.

### Barndom
Setanta växer upp med sin mor och sin styvfar i ett stort hus av ek, utanför Emain Macha. Han växer onaturligt snabbt och när han når sex års ålder, är han redan lika stor och stark som en tolvåring. En dag får Setanta reda på att det ska hållas en stor Shintymatch vid Conchobar mac Nessas hov. Etthundrafemtio pojkar ska delta i matchen. Kungen själv är intresserad av matchen, eftersom pojkarna kommer att växa upp och bli hans krigare. Setanta ber ofta sin mor om att få gå dit, men hon är orolig för honom och vill att han stannar hemma till dess att han blivit lite äldre. Istället bestämmer sig Setanta för att ta saken i egna händer. Han tillverkar sig en leksakssköld och ett spjut av träpinnar. Han tar sedan sin shintyklubba och sin boll och ger sig iväg, efter att ha tagit reda på vilken väg han ska följa. När han kommer fram till planen springer han rakt ut för att delta i spelet. På den tiden måste man be pojkarna om beskydd för att få vara med i ett lag, eftersom spelet kunde bli väldigt våldsamt. Detta känner inte Setanta till, då han har växt upp utanför Ulster. Alla pojkarna tror att Setanta är väldigt arrogant eftersom han inte ber om deras beskydd. De blir arga och vänder sig alla mot honom. Inför detta plötsliga anfall går Setanta in i en sorts stridsraseri och hans kropp förvrängs. Ena ögat krymper medan det andra blir större. Hans mun blir mycket större så att man kan se alla hans tänder och en gloria av eld verkar växa omkring hans huvud. Detta stridsraseri ger Setanta övermänsklig styrka och han besegrar femtio av dem innan de andra hinner börja fly. Conchobar känner då igen Setanta som sin systerson, stoppar matchen och klarar upp missförståndet. Han förklarar för Setanta att han skulle ha bett pojkarna om deras beskydd om han ville spela. Setanta begär istället från alla pojkarna att de ska be honom om hans beskydd. Han stannar sedan vid hovet för att lära sig stridskonst.
Senare ska smeden Culann hålla fest för Conchobar. När Conchobar ger sig iväg, tillsammans med sina främsta krigare, stöter han på Setanta ute på spelplanen. Setanta besegrar ännu en gång alla de etthundrafemtio pojkarna, medan kungen ser på. Conchobar är imponerad över Setantas styrka och bjuder in honom till Cullans fest. Setanta tackar ja till inbjudan, men svarar att han vill avsluta matchen först och därför ska anlända sent. När Conchobar är framme hos Culann, frågar smeden om några fler gäster ska dyka upp. Conchobar har vid det här laget glömt bort Setanta, och säger därför att det inte ska komma någon mer. Cullan släpper därför ut sin enorma vakthund för att se till att ingen inkräktar på festen. Culanns vakthund är vild och blodtörstig. Det behövs tre män och tre kedjor för att hålla fast honom. Senare på kvällen när Setanta anländer, har han fortfarande med sin shintyboll och klubba. Setanta närmar sig Culanns port och blir genast anfallen av vakthunden. I självförsvar dräper Setanta hunden genom att slänga sin boll så våldsamt i dess käftar att den går rakt igenom hunden och ut på andra sidan. I en annan version av berättelsen dödar han istället hunden med sina bara händer. Culann blir väldigt upprörd över att hans hund har dödats, då hunden var hans bästa vän. Setanta svär då att han ska vakta Culann i hundens ställe till dess att en ny vakthund kan ta hans plats. Druiden Cathbad säger då att Setantas namn härmed kommer att vara Cuchulainn, vilket betyder "Culanns hund". Detta går Setanta med på och han heter hädanefter Cuchulainn.